# Экзам, Данте
Данте Экзам (англ. Dante Exum; род. 13 июля 1995 года в Мельбурне, Виктория, Австралия) — австралийский профессиональный баскетболист, играющий на позиции разыгрывающего защитника в клубе национальной баскетбольной ассоциации «Даллас Маверикс». Был выбран в первом раунде под общим 5-м номером на драфте НБА 2014 года.

## Профессиональная карьера
Экзам играл за сборную Австралии в турнире чемпионат мира по баскетболу (юноши до 17 лет) в 2012 году и чемпионат мира по баскетболу (юноши до 19 лет) в 2013 году. Набрал 18,2 очка и 3,8 передачи в среднем в 2013 году.
Экзам был приглашён играть за сборную мира в турнире Найк Хуп Саммит в апреле 2013 года. Набрал 16 очков, 2 подбора и 3 передачи.
24 января 2014 года выставил свою кандидатуру на драфт НБА.

### Юта Джаз (2014—2019)
Экзам был выбран командой «Юта Джаз» под пятым номером на драфте НБА 2014 года. 12 июля 2014 Экзам подписал контракт с «Ютой» и спонсорские контракты с Adidas и Red Bull. Экзам принял участие в Летней лиге НБА в Лас-Вегасе. Его дебют в НБА состоялся 29 октября 2014 года в матче против «Хьюстон Рокетс», в котором он набрал 5 очков, сделал одну передачу и один перехват. Три дня спустя в матче против «Финикс Санз» он набрал 10 очков, реализовав 3 из 4 бросков из-за дуги, а 2 января 2015 года установил свой рекорд результативности, набрав в матче против «Атланты Хокс» 13 очков. 22 января он набрал максимальные в карьере 15 очков, реализовав пять трехочковых бросков в победе над «Милуоки Бакс» со счетом 101:99. 1 апреля он сделал максимальные в карьере 12 передач в победе над «Денвер Наггетс» со счетом 98:84.
В дебютном сезоне он принял участие во всех 82 играх (41 — в старте) и в среднем набирал 4,8 очка, 1,6 подбора и 2,4 передачи за 22,2 минуты. Экзам стал 10-м новичком в истории «Джаз», сыгравшим во всех 82 матчах, набирая в 13 играх больше 10 очков и 11 раз лидируя в команде по передачам. Он помог «Джаз» добиться рекорда в 24 победы и 17 поражений в качестве игрока стартовой пятерки и был выбран для участия в матче восходящих звезд во время Уикенда всех звезд НБА 2015 года в Нью-Йорке.
В августе 2015 года Экзам получил разрыв передней крестообразной связки в левом колене во время игры за сборную Австралии в Словении. Он перенес операцию и пропустил весь сезон 2015/16.
Экзам вернулся в строй в сезоне 2016/17. Он сыграл в 28 из первых 29 игр сезона, но затем пропустил 10 из 11 игр в период с 21 декабря по 10 января. 11 марта он набрал максимальные в карьере 22 очка в проигрыше от «Оклахома-Сити Тандер».
В октябре 2017 года Экзам перенес операцию на плече. 15 марта 2018 года он впервые в сезоне вышел на площадку, набрав 10 очков в победе над «Финикс Санз» со счетом 116:88. 30 марта 2018 года он набрал максимальные в сезоне 21 очко в победе над «Мемфис Гриззлис» со счетом 107:97.
6 июля 2018 года Экзам переподписал контракт с «Джаз». 27 декабря 2018 года он набрал максимальные в сезоне 20 очков в проигрыше от «Филадельфии Севенти Сиксерс». Два дня спустя, в своем первом старте в сезоне, Экзам набрал 13 очков и сделал максимальные в карьере 13 передач в победе над «Нью-Йорк Никс». 7 января 2019 года он выбыл на пару недель из-за растяжения лодыжки, которое он получил двумя днями ранее в игре с «Детройт Пистонс». Его возвращение было отложено после того, как он получил ушиб кости в результате растяжения лодыжки. Он вернулся в строй 11 марта против «Тандер» после того, как пропустил 25 игр. Однако четыре дня спустя он выбыл на неопределенный срок после частичного разрыва пателлярного сухожилия в правом колене.

### Кливленд Кавальерс (2019—2021)
24 декабря 2019 года Экзам был обменян вместе с двумя пиками второго раунда в «Кливленд Кавальерс» на Джордана Кларксона.
14 января 2021 года в результате трёхстороннего обмена, целью которого был переход Джеймса Хардена в «Бруклин Нетс», Экзам был обменян в «Хьюстон Рокетс». Он не принял участия в матчах регулярного чемпионата за «Хьюстон», хотя в предсезонке сыграл за «Рокетс» несколько минут.
17 сентября 2021 года Экзам переподписал контракт с «Рокетс». Однако 16 октября он был отчислен.

### Барселона (2021—2022)
В декабре 2021 года подписал трехмесячный контракт с «Барселоной» на время отсутствия травмированного Ника Калатеса.

### Партизан (2022—2023)
10 июля 2022 года Экзам подписал контракт с белградским клубом «Партизан», выступающим в Лиге ABA и Евролиге. В сезоне 2022/23 «Партизан» выбыл из борьбы в Евролиге после напряженной серии с мадридским «Реалом». За сезон Экзам набирал в среднем 13,2 очка, 2,7 передачи и 2,3 подбора за игру. Сезон 2022/23 «Партизан» завершил победой в Лиге АБА, после того как в финальной серии со счетом 3-2 обыграл клуб «Црвена Звезда».

### Даллас Маверикс (2023—настоящее время)
14 июля 2023 года Экзам подписал двухлетний контракт с клубом «Даллас Маверикс» на 6,15 млн долларов. Он дебютировал за «Маверикс» 25 октября в матче против «Сан-Антонио Спёрс». 12 декабря Экзам набрал максимальные в сезоне 26 очков при семи точных трехочковых в матче против «Лос-Анджелес Лейкерс». В 55 матчах (17 из них начинал в стартовой пятерке) за команду он набирал в среднем 7,8 очка, 2,7 подбора и 2,9 передачи. Экзам помог «Маверикс» выйти в финал НБА, где они уступили «Бостон Селтикс» в пяти матчах.
В сезоне НБА 2024/25 Экзам провел 18 матчей (12 — в старте), набирая в среднем 9,1 очка, 1,7 передачи и 2,8 передачи. 14 марта 2025 года Экзам выбыл из строя до конца сезона, получив перелом кости левой руки во время матча с «Хьюстон Рокетс».

## Выступления за сборную
Экзам выступал за юношескую сборную Австралии на чемпионате мира (до 17 лет) в 2012 году, где был включен в состав сборной турнира, а также на чемпионате мира (до 19 лет) в 2013 году, где вновь был включен в состав сборной турнира. В 2013 году Экзам дебютировал за старшую сборную в матче против Новой Зеландии на чемпионате Океании по баскетболу 2013 года. В 2014 году он выступал за сборную Австралии на кубке мира, где в среднем набирал 2,7 очка, 1,5 подбора и 2,0 передачи в шести матчах.
Экзам был выбран в сборную Австралии по баскетболу на Олимпийские игры 2020 года в Токио. В матче за бронзу он набрал или отдавал передачи в 13 австралийских очков в решающем рывке 20-8, который превратил пятиочковое преимущество в 17-очковое (105:88) за чуть более минуты до конца.

## Личная жизнь
У Экзама есть старший брат Джамар и сестра-близнец Тьерра. Его отец, Сесил Данте Экзам, играл в баскетбол за университет Северной Каролины и выиграл чемпионат NCAA в 1982 году в составе команды, в которой играли Майкл Джордан и Джеймс Уорти. Его мать также училась в Северной Каролине. В 1984 году Сесил был выбран командой «Денвер Наггетс», а затем переехал в Австралию, где играл в национальном чемпионате за команды «Норт Мельбурн Джайантс», «Мельбурн Тайгерс» и «Джилонг Суперкэтс».
Экзам — болельщик футбольного клуба «Эссендон», выступающего в Австралийской футбольной лиге. Он носил обувь в клубных цветах во время матча восходящих звезд на Уикенде всех звезд НБА 2017 года.

## Статистика

### Статистика в НБА
| Сезон                                                                                    | Команда  | Регулярный сезон | Регулярный сезон | Регулярный сезон | Регулярный сезон | Регулярный сезон | Регулярный сезон | Регулярный сезон | Регулярный сезон | Регулярный сезон | Регулярный сезон | Регулярный сезон | Серия плей-офф | Серия плей-офф | Серия плей-офф | Серия плей-офф | Серия плей-офф | Серия плей-офф | Серия плей-офф | Серия плей-офф | Серия плей-офф | Серия плей-офф | Серия плей-офф |
| Сезон                                                                                    | Команда  | GP               | GS               | MPG              | FG%              | 3P%              | FT%              | RPG              | APG              | SPG              | BPG              | PPG              | GP             | GS             | MPG            | FG%            | 3P%            | FT%            | RPG            | APG            | SPG            | BPG            | PPG            |
| ---------------------------------------------------------------------------------------- | -------- | ---------------- | ---------------- | ---------------- | ---------------- | ---------------- | ---------------- | ---------------- | ---------------- | ---------------- | ---------------- | ---------------- | -------------- | -------------- | -------------- | -------------- | -------------- | -------------- | -------------- | -------------- | -------------- | -------------- | -------------- |
| 2014/15                                                                                  | Юта      | 82               | 41               | 22,2             | 34,9             | 31,4             | 62,5             | 1,6              | 2,4              | 0,5              | 0,2              | 4,8              | Не участвовал  | Не участвовал  | Не участвовал  | Не участвовал  | Не участвовал  | Не участвовал  | Не участвовал  | Не участвовал  | Не участвовал  | Не участвовал  | Не участвовал  |
| 2016/17                                                                                  | Юта      | 66               | 26               | 18,6             | 42,7             | 29,5             | 79,5             | 2,0              | 1,7              | 0,3              | 0,2              | 6,2              | 7              | 0              | 12,0           | 40,7           | 33,3           | 100,0          | 0,9            | 1,3            | 0,7            | 0,0            | 4,6            |
| 2017/18                                                                                  | Юта      | 14               | 0                | 16,8             | 48,3             | 27,8             | 80,6             | 1,9              | 3,1              | 0,6              | 0,2              | 8,1              | 10             | 0              | 11,4           | 48,8           | 28,6           | 75,0           | 1,4            | 1,0            | 0,1            | 0,1            | 5,1            |
| 2018/19                                                                                  | Юта      | 42               | 1                | 15,8             | 41,9             | 29,0             | 79,1             | 1,6              | 2,6              | 0,3              | 0,1              | 6,9              | Не участвовал  | Не участвовал  | Не участвовал  | Не участвовал  | Не участвовал  | Не участвовал  | Не участвовал  | Не участвовал  | Не участвовал  | Не участвовал  | Не участвовал  |
| 2019/20                                                                                  | Юта      | 11               | 0                | 7,6              | 43,5             | 33,3             | 100,0            | 1,1              | 0,6              | 0,1              | 0,2              | 2,2              | Не участвовал  | Не участвовал  | Не участвовал  | Не участвовал  | Не участвовал  | Не участвовал  | Не участвовал  | Не участвовал  | Не участвовал  | Не участвовал  | Не участвовал  |
| 2019/20                                                                                  | Кливленд | 24               | 1                | 16,8             | 47,9             | 35,1             | 73,2             | 2,3              | 1,4              | 0,5              | 0,3              | 5,6              | Не участвовал  | Не участвовал  | Не участвовал  | Не участвовал  | Не участвовал  | Не участвовал  | Не участвовал  | Не участвовал  | Не участвовал  | Не участвовал  | Не участвовал  |
| 2020/21                                                                                  | Кливленд | 6                | 3                | 19,4             | 38,5             | 18,2             | 50,0             | 2,8              | 2,2              | 0,7              | 0,3              | 3,8              | Не участвовал  | Не участвовал  | Не участвовал  | Не участвовал  | Не участвовал  | Не участвовал  | Не участвовал  | Не участвовал  | Не участвовал  | Не участвовал  | Не участвовал  |
| 2023/24                                                                                  | Даллас   | 55               | 17               | 19,8             | 53,3             | 49,1             | 77,9             | 2,7              | 2,9              | 0,4              | 0,1              | 7,8              | 21             | 0              | 6,8            | 36,4           | 35,0           | 66,7           | 0,8            | 0,6            | 0,1            | 0,0            | 2,0            |
|                                                                                          | Всего    | 300              | 89               | 18,8             | 43,1             | 33,6             | 76,7             | 2,0              | 2,2              | 0,4              | 0,2              | 6,1              | 38             | 0              | 9,0            | 42,0           | 33,3           | 79,2           | 1,0            | 0,8            | 0,2            | 0,1            | 3,3            |
| Наведите курсор мыши на аббревиатуры в заголовке таблицы, чтобы прочесть их расшифровку. |          |                  |                  |                  |                  |                  |                  |                  |                  |                  |                  |                  |                |                |                |                |                |                |                |                |                |                |                |

### Статистика в других лигах
| Сезон | Команда    | Лига              | GP  | GS | MPG  | FG%  | 3P%   | FT%  | RPG | APG | SPG | BPG | PFL | TOV | PPG  |
| --- | ---------- | ----------------- | --- | -- | ---- | ---- | ----- | ---- | --- | --- | --- | --- | --- | --- | ---- |
| 2021/22 | Все клубы  | Все лиги          | 49  | 29 | 18,2 | 52,7 | 53,3  | 84,7 | 2,9 | 1,5 | 0,7 | 0,2 | 1,9 | 1,0 | 7,4  |
| 2021/22 | Барселона  | Евролига          | 25  | 10 | 17,1 | 51,5 | 54,5  | 84,9 | 2,5 | 1,6 | 0,5 | 0,3 | 2,0 | 1,0 | 6,3  |
| 2021/22 | Барселона  | Чемпионат Испании | 21  | 16 | 20,1 | 52,2 | 51,4  | 84,5 | 3,6 | 1,4 | 0,8 | 0,1 | 1,9 | 1,1 | 9,0  |
| 2021/22 | Барселона  | Кубок Испании     | 3   | 3  | 14,9 | 66,7 | 100,0 | -    | 1,0 | 1,0 | 0,7 | 0,3 | 1,3 | 1,3 | 5,7  |
| 2022/23 | Все клубы  | Все лиги          | 74  | 14 | 21,9 | 52,1 | 38,8  | 84,7 | 2,6 | 3,1 | 0,8 | 0,2 | 2,7 | 1,7 | 12,2 |
| 2022/23 | Партизан   | Евролига          | 38  | 7  | 23,0 | 52,0 | 39,3  | 85,8 | 2,3 | 2,7 | 0,8 | 0,2 | 2,8 | 1,8 | 13,2 |
| 2022/23 | Партизан   | Лига ABA          | 34  | 6  | 20,9 | 53,1 | 39,6  | 85,2 | 2,9 | 3,5 | 0,7 | 0,2 | 2,5 | 1,6 | 11,3 |
| 2022/23 | Партизан   | Кубок Сербии      | 2   | 1  | 18,6 | 35,7 | 0,0   | 60,0 | 1,5 | 4,0 | 0,0 | 1,0 | 3,0 | 1,0 | 8,0  |
| Всего | Всего      | Всего             | 123 | 43 | 20,5 | 52,2 | 42,1  | 84,7 | 2,7 | 2,5 | 0,7 | 0,2 | 2,4 | 1,4 | 10,3 |
| В Евролиге | В Евролиге | В Евролиге        | 63  | 17 | 20,7 | 51,9 | 41,9  | 85,6 | 2,4 | 2,3 | 0,7 | 0,2 | 2,5 | 1,5 | 10,4 |
| Наведите курсор мыши на аббревиатуры в заголовке таблицы, чтобы прочесть их расшифровку Статистика приведена с сайта basketball.realgm.com |            |                   |     |    |      |      |       |      |     |     |     |     |     |     |      |